# 551 (číslo)
Pět set padesát jedna je přirozené číslo. Následuje po čísle pět set padesát a předchází číslu pět set padesát dva. Římskými číslicemi se zapisuje DLI a řeckými číslicemi φνα.

## Matematika
551 je:
- Deficientní číslo
- Poloprvočíslo
- Nešťastné číslo

## Astronomie
- (551) Ortrud je planetka hlavního pásu, kterou objevil v roce 1904 Max Wolf

## Roky
- 551
- 551 př. n. l.